# Ерса (супутник)
Ерса — зовнішній супутник Юпітера, належить до групи Гімалії. Відкритий у 2017 році. Інші позначення — Юпітер LXXI, S/2018 J 1

## Історія відкриття
Супутник відкритий у 2018 році американським астрономом Скоттом Шеппардом. Об'єкт отримав тимчасове позначення S/2018 J 1. У вересні 2018 року супутник отримав постійне позначення Юпітер LXXI. 20 серпня його назвали Ерса, на честь Ерси (дав.-гр. Ἔρσα) — персонажа давньогрецької міфології, богині роси, доньки Зевса та Селени.

## Характеристика
Ерса обертається навколо Юпітера на відстані 11 483 000 км і здійснює один оберт навколо нього за 252 дні. Діаметр супутника становить приблизно 3 км.